# Сентрал-Герадж (Вірджинія)
Сентрал-Герадж (англ. Central Garage) — переписна місцевість (CDP) в США, в окрузі Кінг-Вільям штату Вірджинія. Населення — 1810 осіб (2020).

## Географія
Сентрал-Герадж розташований за координатами 37°44′46″ пн. ш. 77°7′30″ зх. д. / 37.74611° пн. ш. 77.12500° зх. д. (37.746239, -77.125138).  За даними Бюро перепису населення США в 2010 році переписна місцевість мала площу 12,58 км², з яких 12,48 км² — суходіл та 0,10 км² — водойми.

## Демографія
Згідно з переписом 2010 року, у переписній місцевості мешкало 1318 осіб у 499 домогосподарствах у складі 383 родин. Густота населення становила 105 осіб/км².  Було 520 помешкань (41/км²).
Расовий склад населення:
| - 86,0 % — білих - 7,9 % — чорних або афроамериканців - 2,0 % — корінних американців - 0,4 % — азіатів - 0,2 % — вихідців з тихоокеанських островів |

До двох чи більше рас належало 2,7 %. Частка іспаномовних становила 2,0 % від усіх жителів.
За віковим діапазоном населення розподілялося таким чином: 23,4 % — особи молодші 18 років, 65,6 % — особи у віці 18—64 років, 11,0 % — особи у віці 65 років та старші. Медіана віку мешканця становила 38,3 року. На 100 осіб жіночої статі у переписній місцевості припадало 95,3 чоловіків;  на 100 жінок у віці від 18 років та старших — 97,8 чоловіків також старших 18 років.
Середній дохід на одне домашнє господарство  становив 77 316 доларів США (медіана — 53 182), а середній дохід на одну сім'ю — 84 260 доларів (медіана — 55 809). Медіана доходів становила 55 859 доларів для чоловіків та 44 375 доларів для жінок. За межею бідності перебувало 12,6 % осіб, у тому числі 6,3 % дітей у віці до 18 років та 0,0 % осіб у віці 65 років та старших.
Цивільне працевлаштоване населення становило 527 осіб. Основні галузі зайнятості: науковці, спеціалісти, менеджери — 21,1 %, освіта, охорона здоров'я та соціальна допомога — 17,1 %, фінанси, страхування та нерухомість — 14,4 %, роздрібна торгівля — 14,0 %.